# Des autoroutes et des tours et détours
Pour plus de détails, voir Fiche technique et Distribution.
Des autoroutes et des tours et détours (No Parking Hare) est un court métrage d'animation de la série américaine Looney Tunes, réalisé par Robert McKimson et sorti le 1er mai 1954, qui met en scène Bugs Bunny.